# Destini incrociati (romanzo)
Destini incrociati (An Echo in the Bone) è un romanzo di Diana Gabaldon uscito nel 2009. In Italia costituisce la prima parte di An Echo in the Bone, settimo volume della serie di Outlander.

## Trama
North Carolina, gennaio 1777. Jamie e Ian scoprono che Arch Bug ha nascosto l'oro di Charles Stuart sotto le fondamenta della casa principale, ora bruciata. Una notte, Murdina Bug tenta di recuperare l'oro, ma viene uccisa da Ian, e Arch promette che tornerà per strappare a Ian qualcosa di prezioso. Jamie e il nipote spostano l'oro in una grotta e a marzo, insieme a Claire, lasciano Fraser's Ridge per trovare un passaggio in nave per la Scozia. A Wilmington, Claire incontra Tom Christie e si sorprende di trovarlo vivo, visto che l'uomo aveva dichiarato di essere l'assassino della figlia: Tom le spiega di essere stato risparmiato perché al governatore serviva uno scrivano, e che era convinto che lei e Jamie fossero morti nell'incendio della casa. Le confessa anche di essere stato lui a chiedere la pubblicazione dell'articolo che annunciava la loro morte e che era stato il motivo scatenante del viaggio di Brianna e Roger nel passato. Il mese seguente, Claire, Jamie e Ian salpano per la Scozia, ma la nave viene fermata da una lancia della marina britannica e, per una serie di vicende, si ritrovano ancora in America, sbarcati a Fort Ticonderoga. Qui, vagando nei boschi, Ian incontra il diciannovenne William, figlio di Jamie, perdutosi in una palude mentre svolgeva un incarico come spia britannica per conto del capitano Richardson. William viene affidato alle cure del medico Denny Hunter e di sua sorella Rachel, che, dopo essere stati espulsi dalla loro comunità di quaccheri, partono per unirsi all'esercito continentale, mentre William raggiunge il generale Burgoyne, che si prepara ad attaccare Fort Ticonderoga.
Intanto, Brianna e Roger, tornati nel 1980, vivono a Lallybroch con Jemmy e Mandy, guarita dopo essersi sottoposta a un'operazione in America. Tramite delle lettere rinvenute in casa, la coppia segue le avventure di Claire e Jamie nel passato.

## Edizioni
- Destini incrociati, Corbaccio, 2010,  p. 720, ISBN 978-8863800579.
- Destini incrociati, TEA, 2012, ISBN 978-8850227419.